# Сокольское сельское поселение (Татарстан)
Сокольское се́льское поселе́ние — муниципальное образование в Мамадышском районе Татарстана Российской Федерации.
Административный центр — село Соколка, переименовано в 2015г. С древнейших времён и до декабря 1941г. село называлось Сокольи Горы. В декабре 1941г. оно было переименовано в в.Соколки, а затем в 2015г. его в очередной раз переименовали. Теперь оно носит официальное название Соколка.

## География
Административный центр - с.Соколка, расположен на Сокольих горах, пос.Сокольского лесничества ниже по правому берегу Камы, а д.Грахань выше в устье Вятки по правому её берегу. Посёлки Старый Закамский и Новый Закамский расположеныза за Камой по её левому берегу напротив с.Соколка.

## История
Статус и границы сельского поселения установлены Законом Республики Татарстан от 31 января 2005 года № 35-ЗРТ «Об установлении границ территорий и статусе муниципального образования "Мамадышский муниципальный район" и муниципальных образований в его составе».

## Население
| 2010 | 2011 | 2012 | 2013 | 2014 | 2015 | 2016 |
| ---- | ---- | ---- | ---- | ---- | ---- | ---- |
| 726  | ↘722 | ↘708 | ↗728 | ↗737 | ↘724 | ↘714 |
| 2017 | 2018 |      |      |      |      |      |
| ↘694 | ↘666 |      |      |      |      |      |

## Состав сельского поселения
| № | Населённый пункт        | Тип населённого пункта       | Население (2010) |
| - | ----------------------- | ---------------------------- | ---------------- |
| 1 | Грахань                 | деревня                      | 28               |
| 2 | Новый Закамский         | посёлок                      | 38               |
| 3 | Соколка                 | село, административный центр | 607              |
| 4 | Сокольского лесничества | посёлок                      | 42               |
| 5 | Старый Закамский        | посёлок                      | 11               |